# Ctenobium
Ctenobium is een monotypisch geslacht van kevers uit de familie van de klopkevers (Anobiidae).

## Soort
- Ctenobium antennatum LeConte, 1865